# Als Mutter streikte (Film)
Als Mutter streikte ist eine deutsche Literaturverfilmung von Eberhard Schröder aus dem Jahr 1974. Sie entstand nach dem Roman Oh my darling daughter von Eric Malpass.

## Handlung
Als Clementine Kemper, Mutter dreier Kinder, mal wieder von ihrem Mann Harry, einem Schriftsteller, zunächst am Klavierspiel und Gesang gehindert wird und sich danach eines der vielen Streitgespräche um häusliche Rechte und Pflichten entspinnt, packt Clementine ihre Sachen und geht. Harry muss nun nicht nur sein neues Buch schreiben, sondern sich auch um Viola, die gerade die mittlere Reife bestanden hat, die frühpubertäre Persephone und den Jüngsten Nicki kümmern. Viola kümmert sich mehr schlecht als recht um den Haushalt und als die Familie in der Stadt Clementines Freundin Gloria trifft, der es gerade finanziell schlecht geht, engagieren sie diese als Haushaltshilfe.
Gloria hat nichts anderes zu tun, als den Männern des Dorfes den Kopf zu verdrehen. Besonders Viola leidet darunter, ist unter Glorias Freunden doch auch ihr heimlicher Schwarm, der Bankangestellte Gabriel. Dieser wird zudem von Fräulein Bandel, Violas früherer Lehrerin, verehrt. Persephone hingegen vermutet eine Beziehung ihres Vaters zu Gloria und versendet Drohbriefe an den Vater, mit dem Hinweis, die Finger von Gloria zu lassen, und Drohbriefe an Viola und Fräulein Bandel, Gabriel in Ruhe zu lassen. Fräulein Bandel unternimmt daraufhin einen Selbstmordversuch.
Gabriel schenkt Gloria einen Verlobungsring, um dem Getratsche im Dorf ein Ende zu machen. Gloria lehnt eine Verlobung jedoch ab, da er ihr nie den Luxus geben könnte, den sie im Leben haben will. Gabriel verlobt sich daraufhin mit Viola, die vom ersten Verlobungsversuch nichts weiß. Bevor nun Harry Gloria verfallen kann, steht Clementine wieder vor der Tür. Sie ist von einer zweimonatigen Weltreise in den Orient zurückgekehrt und weiß innerhalb weniger Stunden um sämtlichen Dorftratsch und kennt alle Geheimnisse ihrer Kinder, die dem Vater unbekannt geblieben sind. Viola erfährt von den Machenschaften Gabriels und gibt ihm seinen Verlobungsring zurück. Sie verliebt sich stattdessen in Springreiter Jochen, der sie hin und wieder während der Abwesenheit der Mutter getröstet hat. Als Jochen bei einem Turnier verunglückt, besucht Viola ihn im Krankenhaus und beide gestehen sich ihre Liebe. Harry hat nun endlich wieder Zeit zum Schreiben. Er beginnt einen Roman mit dem Titel Als Mutter streikte zu Papier zu bringen – gewidmet seiner Frau Clementine.

## Produktion
Der Film wurde 1973 unter anderem im Schleswig-Holsteinischen Freilichtmuseum bei Kiel gedreht. Er erlebte am 7. Februar 1974 seine Premiere.
Es war der letzte abendfüllende Kinospielfilm, an dem Johanna Matz mitwirkte, und zugleich die letzte Regiearbeit des bis dahin auf Sexfilme festgelegten Regisseurs Eberhard Schröder. Wenige Wochen nach der Premiere nahm er sich das Leben. Sein Plan, mit Als Mutter streikte die Sexfilmbranche verlassen zu können, hatte sich nicht erfüllt.

## Kritik
Das Lexikon des internationalen Films nannte Als Mutter streikte 1990 „mäßig erheiternde Unterhaltung nach dem Erfolgsroman von Malpass“. In der Neuauflage des Lexikons hieß es zum Film: „Nur mäßig heitere Unterhaltung, die alle Möglichkeiten des Themas verspielt und statt dessen verlogene Familien- und Frauenbilder liefert.“
Cinema befand: „Auch der letzte Rest vom Charme der Buchvorlage von Eric Malpass […] verfliegt in dieser pseudo-emanzipatorischen, drögen Inszenierung. Fazit: Verlogene, moralinsaure Familienpolitik.“